# 古典保守主义
古典保守主义（英語：classical conservatism），又称传统保守主义（英語：traditional conservatism），或传统主义（英語：traditionalism）是一種政治和社會哲學，強調道德原則的重要性，主张社会應謹慎遵守的某些自然法則。傳統保守主義是基於亞里士多德和埃德蒙·伯克的政治觀點。傳統主義者重視社會紐帶和對祖傳制度的保護，而不是他們認為的過度個人主義。
傳統的保守主義非常強調習俗、慣例和傳統的概念。 理論理性被視為次於實踐理性。 國家也被視為具有精神和有機特徵的社會努力。傳統主義者認為，任何變化都是由社區的傳統自發產生的，而不是經過深思熟慮、理性思考的結果。領導、權威和等級制度對人類來說是自然而然的。18世紀，傳統主義在歐洲興起，主要是對英國和法國大革命混亂局面的反應。傳統保守主義在20世紀中葉開始成為一股知識分子和政治力量。

## 伯克對法國大革命的批判
伯克认为自由主义使人类理性有了太多的自信，而人们其实只是部分理性，他们同样具有广泛的非理性激情。为了控制人类的非理性，社会长年累月推衍及发展出来传统、制度及道德标准。因此现存的制度和传统不可能全是糟糕的，它们是千百年来屡次尝试的结果，人们已经习惯於此，最好是予以维持和保留，他們雖然不完美但是有用。但並非事情應當永遠不變，必須為了保存而改革，不過只能是漸變，讓人民有一段適應空間。
伯克認為制度和生物體一樣，隨著時間的流逝而成長及調適。他看到革命易於帶來災難性的後果，因為社會無法在瞬間按照人類的理性命令予以重建。

## 外部連結
- 埃德蒙·伯克 著：《對法國大革命的反思》全文（页面存档备份，存于）